# Wayne Pinnock
Wayne Pinnock (Kingston, 24 ottobre 2000) è un lunghista giamaicano, medaglia d'argento ai Giochi olimpici di Parigi 2024.

## Biografia
Si è messo in mostra a livello giovanile ai mondiali U20 di Tampere 2018, in cui conquistato il bronzo, grazie alla misura di 7,90 m, superato sul podio dal giapponese Yūki Hashioka e dal cubano Maikel Y. Vidal.
Ha vinto la medaglia d'argento ai mondiali di Budapest 2023 nel salto in lungo con la misura di 8,50 m, due soli centimetri dietro al greco Miltiadīs Tentoglou.
Ha rappresentato la Giamaica ai Giochi olimpici estivi di Parigi 2024, dove, il 6 agosto 2024 si aggiudica l'argento nel salto in lungo, sempre alle spalle di Miltiadīs Tentoglou.
Ai mondiali indoor di Nanchino 2025 ha ottenuto l'argento con la misura di 8,29 m, terminado la gara dietro all'italiano Mattia Furlani di un centimetro.

## Palmarès
| Anno | Manifestazione       | Sede      | Evento         | Risultato | Prestazione | Note                                     |
| ---- | -------------------- | --------- | -------------- | --------- | ----------- | ---------------------------------------- |
| 2017 | Mondiali U18         | Nairobi   | Salto in lungo | 6º        | 7,27 m      | Miglior prestazione personale            |
| 2018 | Mondiali U20         | Tampere   | Salto in lungo | Bronzo    | 7,90 m      |                                          |
| 2019 | Campionati NACAC U23 | Queretaro | Salto in lungo | Bronzo    | 7,97 m      |                                          |
| 2019 | Panamericani U20     | San José  | Salto in lungo | Oro       | 7,82 m      |                                          |
| 2022 | Mondiali             | Eugene    | Salto in lungo | 9º        | 7,88 m      |                                          |
| 2023 | Mondiali             | Budapest  | Salto in lungo | Argento   | 8,50 m      |                                          |
| 2024 | Giochi olimpici      | Parigi    | Salto in lungo | Argento   | 8,36 m      |                                          |
| 2025 | Mondiali indoor      | Nanchino  | Salto in lungo | Argento   | 8,29 m      | Miglior prestazione personale stagionale |